# Willi Eichhorn
Willi Eichhorn   (Walldorf, 23 d'agost de 1908 - Mannheim, 25 de maig de 1994) fou un remer alemany que va competir durant la dècada de 1930.
El 1936 va prendre part en els Jocs Olímpics de Berlín on, fent parella amb Hugo Strauß, guanyà la medalla d'or en la prova del dos sense timoner del programa de rem. En el seu palmarès també destaca el títols nacional de 1936 del dos sense timoner.